# Vladyslav Vakula
Vladyslav Olehovyč Vakula (in ucraino Владислав Олегович Вакула?; Berdyčiv, 29 aprile 1999) è un calciatore ucraino, attaccante del Zorja.

## Caratteristiche tecniche
È un'ala destra.

## Carriera
Ha esordito fra i professionisti il 25 agosto 2017 disputando con lo Stal' Kam"jans'ke l'incontro di Prem"jer-liha perso 3-1 contro il Karpaty.

## Statistiche
Statistiche aggiornate al 26 Maggio 2024.

### Presenze e reti nei club
| Stagione              | Squadra               | Campionato            | Campionato | Campionato | Coppe nazionali | Coppe nazionali | Coppe nazionali | Coppe continentali | Coppe continentali | Coppe continentali | Altre coppe | Altre coppe | Altre coppe | Totale | Totale | Totale |
| Stagione              | Squadra               | Comp                  | Pres       | Reti       | Comp            | Pres            | Reti            | Comp               | Pres               | Reti               | Comp        | Pres        | Reti        | Pres   | Reti   |        |
| --------------------- | --------------------- | --------------------- | ---------- | ---------- | --------------- | --------------- | --------------- | ------------------ | ------------------ | ------------------ | ----------- | ----------- | ----------- | ------ | ------ | ------ |
| 2017-2018             | Stal' Kam"jans'ke     | PL                    | 3          | 0          | KU              | 1               | 0               |                    | -                  | -                  |             | -           | -           | 4      | 0      |        |
| 2018-2019             | Mariupol'             | PL                    | 30         | 6          | KU              | 0               | 0               | UEL                | 3                  | 0                  |             | -           | -           | 33     | 6      |        |
| lug.-dic. 2019        | Mariupol'             | PL                    | 15         | 2          | KU              | 2               | 0               | UEL                | 2                  | 0                  | -           | -           | -           | 19     | 2      |        |
| Totale Mariupol'      | Totale Mariupol'      | Totale Mariupol'      | 45         | 8          |                 | 2               | 0               |                    | 5                  | 0                  |             | -           | -           | 52     | 8      |        |
| gen.-giu. 2020        | Šachtar               | PL                    | 2          | 0          | KU              | 0               | 0               | UEL                | 0                  | 0                  | SU          | -           | -           | 2      | 0      |        |
| lug.-dic. 2020        | Šachtar               | PL                    | 2          | 0          | KU              | 0               | 0               | UCL                | 0                  | 0                  | SU          | 0           | 0           | 2      | 0      |        |
| Totale Šachtar        | Totale Šachtar        | Totale Šachtar        | 4          | 0          |                 | 0               | 0               |                    | 0                  | 0                  |             | 0           | 0           | 52     | 8      |        |
| 2020-2021             | Desna Černihiv        | PL                    | 0          | 0          | CU              | 0               | 0               |                    | -                  | -                  |             | -           | -           | 0      | 0      |        |
| Totale Desna Černihiv | Totale Desna Černihiv | Totale Desna Černihiv | 0          | 0          |                 | 0               | 0               |                    | 0                  | 0                  |             | 0           | 0           | 0      | 0      |        |
| 2020-2021             | Vorskla               | PL                    | 6          | 0          | CU              | 0               | 0               |                    | 2                  | -                  |             | -           | -           | 8      | 0      |        |
| Totale Vorskla        | Totale Vorskla        | Totale Vorskla        | 6          | 0          |                 | 0               | 0               |                    | 2                  | 0                  |             | 0           | 0           | 8      | 0      |        |
| Totale carriera       | Totale carriera       | Totale carriera       | 58         | 8          |                 | 3               | 0               |                    | 7                  | 0                  |             | -           | -           | 68     | 8      |        |

## Palmarès

### Competizioni nazionali
- Campionato ucraino: 1

Šachtar: 2019-2020
- Perša Liha: 1

Polіssja Žytomyr: 2022-2023